# Хортонвил (Висконсин)
Хортонвил (енгл. Hortonville) град је у америчкој савезној држави Висконсин.

## Демографија
По попису из 2010. године број становника је 2.711, што је 354 (15,0%) становника више него 2000. године.
| Група             | 2000.         | 2010.         |
| Белци             | 2.276 (96,6%) | 2.600 (95,9%) |
| Афроамериканци    | 3 (0,1%)      | 6 (0,2%)      |
| Азијати           | 52 (2,2%)     | 32 (1,2%)     |
| Хиспаноамериканци | 15 (0,6%)     | 42 (1,5%)     |
| Укупно            | 2.357         | 2.711         |